# Di Collone
I Di Collone furono una famiglia nobiliare genovese.

## Storia
Giunsero a Genova dalla Valbisagno intorno al 1150. Nel 1395 andarono a formare uno degli alberghi cittadini. La famiglia si estinse nel corso del secolo seguente.

## Albergo Di Collone
Nato nel 1395, l'albergo dei Di Collone si estinse con la famiglia nel XV secolo.
Di seguito le famiglie che erano ascritte all'albergo Di Collone:
- Castagna: originari dell'area di Voltaggio, furono ascritti alla famiglia e poi, nel 1438 ai De Marini e dal 1528 anche ai Centurione ed agli Interiano.[2]
- Galipoli
- Leccavela: ascritti dapprima ai Di Collone[1], nel 1528 furono ascritti nei Lercaro e nei Cattaneo.[3]
- Scotto: ascritti dapprima ai Di Collone[1], alcuni entrarono poi nei Centurione mentre altri nel 1528 furono ascritti nei Pallavicino, nei Salvago e nei Cattaneo.[4]

## Arma
L'arma della famiglia Di Collone era d'azzurro a due colonne toscane d'argento.